# 伊藤正義
伊藤 正義（いとう まさよし、1930年4月4日 - 2009年12月2日）は、日本の国文学者、能楽研究者、神戸女子大学名誉教授。 関西大学文学部教授・大阪市立大学文学部教授などを歴任。

## 略歴
神戸市生まれ。
- 1954年 - 京都大学文学部国文学科卒業
- 1960年 - 同大学院博士課程単位取得満期退学
- 1961年 - 松蔭短期大学助教授
- 1966年 - 松蔭女子学院大学助教授
- 1970年 - 関西大学文学部助教授、ついで教授に就任。
- 1973年 - 大阪市立大学文学部助教授、ついで教授に就任。
- 1988年 - 観世寿夫記念法政大学能楽賞。
- 1992年 - 神戸女子大学文学部教授
- 2003年 - 定年退任、名誉教授、同年に兵庫県文化賞

## 著書
- 金春禅竹の研究 赤尾昭文堂 1970
- 謡曲雑記 和泉書院 1989（和泉選書）
- 伊藤正義中世文華論集（全6巻）和泉書院 2012-2022

## 校註
- 金春古伝書集成 表章共編 わんや書店 1969
- 風姿花伝 世阿弥 表章共編 和泉書院 1979（和泉書院影印叢刊）
- 謡曲集（上中下、新潮日本古典集成）新潮社 1983-1988、新版2015
- 版本番外謡曲集 全3巻 臨川書店 1990.2
- 福王流古伝書集 和泉書院 1993
- 和漢朗詠集古注釈集成 第1・2巻 黒田彰、三木雅博共編 大学堂書店 1994-1997
- 花伝諸本対観 和泉書院 2008